# Spiliphera gracilicauda
Spiliphera gracilicauda is een rondwormensoort uit de familie van de Chromadoridae. De wetenschappelijke naam van de soort is voor het eerst geldig gepubliceerd in 1893 door De Man.